# Liste de personnalités de la danse
La liste de personnalités de la danse recense de manière non exhaustive les personnes ayant laissé une trace dans l'histoire de la danse.

## A
- Haut – A
- B
- C
- D
- E
- F
- G
- H
- I
- J
- K
- L
- M
- N
- O
- P
- Q
- R
- S
- T
- U
- V
- W
- X
- Y
- Z

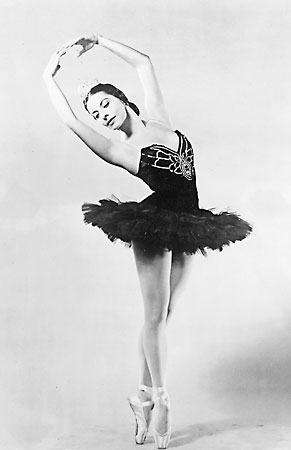
Alicia Alonso en 1955.

- Eleonora Abbagnato (danseuse italienne, étoile de l'Opéra de Paris)
- Germaine Acogny (danseuse et chorégraphe sénégalaise)
- Alvin Ailey (danseur, chorégraphe moderne)
- Walid Aouni (chorégraphe moderne libanais)
- Akarova (danseuse belge)
- Albert (danseur et chorégraphe du XIXe siècle)
- Jean-Paul Andréani (danseur étoile français)
- Frederick Matthias Alexander (pédagogue du mouvement)
- Maria Alexandrova (danseuse russe)
- Juju Alishina (danseuse et chorégraphe japonaise)
- Marie Allard (danseuse française du XVIIIe siècle)
- Alicia Alonso (danseuse et chorégraphe cubaine)
- Richard Alston (danseur et chorégraphe britannique)
- Mathilde Altaraz (danseuse française)
- Ushio Amagatsu (danseur et chorégraphe japonais)
- Rafael Amargo (danseur et chorégraphe espagnol)
- Gasparo Angiolini (danseur et chorégraphe du XVIIIe siècle)
- Georges Appaix (danseur et chorégraphe français)
- Thoinot Arbeau (auteur du premier manuel de danse)
- Carole Arbo (danseuse étoile française)
- La Argentina (danseuse et chorégraphe espagnole)
- Karole Armitage (danseuse et chorégraphe américaine)
- Frederick Ashton (danseur et chorégraphe britannique)
- Fred Astaire (danseur, comédie musicale)
- Cyril Atanassoff (danseur français, ballet)
- Kader Attou (danseur et chorégraphe)
- Koen Augustijnen (danseur et chorégraphe belge)
- Jean-Pierre Aumer (chorégraphe français)
- Jane Avril (danseuse de cancan)

## B
- Haut – A
- B
- C
- D
- E
- F
- G
- H
- I
- J
- K
- L
- M
- N
- O
- P
- Q
- R
- S
- T
- U
- V
- W
- X
- Y
- Z

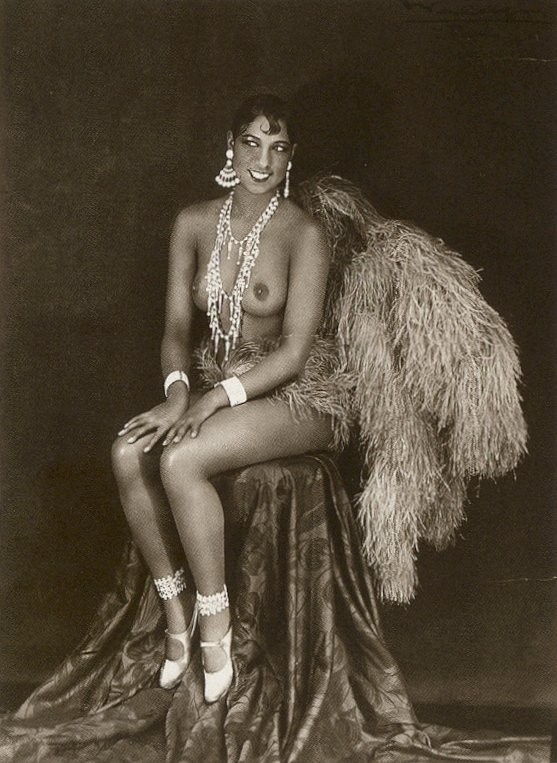
Joséphine Baker en 1927.

- Jean Babilée (danseur et chorégraphe français)
- Dominique Bagouet (danseur et chorégraphe français)
- Josette Baïz (danseuse, chorégraphe et pédagogue française)
- Joséphine Baker (danseuse française d'origine américaine)
- Léon Bakst (peintre, dessinateur et décorateur russe)
- George Balanchine (danseur, chorégraphe et pédagogue américain d'origine géorgienne)
- Marion Ballester (danseuse, chorégraphe, et pédagogue française)
- Claude Ballon (danseur et chorégraphe du XVIIIe siècle)
- Sara Baras (danseuse et chorégraphe espagnole)
- Tania Bari (danseuse néerlandaise)
- Patrice Bart (danseur français et chorégraphe)
- Victor Bartholomin (danseur et chorégraphe du XIXe siècle)
- Bathylle (danseur pantomime de la Rome antique)
- Léonore Baulac (danseuse étoile française)
- Mikhaïl Barychnikov (danseur et chorégraphe américain d'origine russe)
- Pina Bausch (chorégraphe allemande, danse contemporaine)
- Pierre Beauchamp (danseur et chorégraphe français)
- Louise Bédard (danseuse et chorégraphe québécoise)
- Maurice Béjart (chorégraphe, danse moderne)
- Jérôme Bel (chorégraphe français)
- Kader Belarbi (danseur étoile et chorégraphe français)
- Melaku Belay (danseur éthiopien de danses traditionnelles)
- Mourad Beleksir (chorégraphe, danse moderne)
- Rudolf Benesh (inventeur d'un système de notation du mouvement)
- Catherine Berbessou (danseuse et chorégraphe française)
- Natalia Bessmertnova (danseuse russe du XXe siècle)
- Claude Bessy (danseuse et chorégraphe française)
- Beyoncé (danseuse, chanteuse, américaine)
- Émilie Bigottini (danseuse française du XIXe siècle)
- Jean-Baptiste Blache (danseur et chorégraphe français du XVIIIe siècle)
- Carlo Blasis (danseur, chorégraphe et théoricien italien)
- Félix Blaska (danseur et chorégraphe français)
- Michel Blondy (danseur et chorégraphe français du XVIIIe siècle)
- Rosita Boisseau (journaliste, écrivain et critique française spécialiste de la danse)
- Roberto Bolle (danseur italien)
- Jean-Pierre Bonnefous (danseur français)
- Jean Börlin (danseur et chorégraphe suédois)
- Seydou Boro (danseur et chorégraphe burkinabé)
- Paolo Bortoluzzi (danseur et chorégraphe italien)
- Ashley Bouder (danseuse américaine)
- Julie Bour (danseuse et chorégraphe française)
- Auguste Bournonville (danseur et chorégraphe danois)
- Max Bozzoni (danseur et professeur de danse français)
- Luciana Brites (danseuse, chorégraphe et actrice brésilienne)
- Trisha Brown (danseuse et chorégraphe américaine)
- Michel Bruel (danseur français)
- Alain Buffard (chorégraphe français)
- Susan Buirge (danseuse et chorégraphe américaine)
- Stéphane Bullion (danseur français, étoile de l'Opéra de Paris)

## C
- Haut – A
- B
- C
- D
- E
- F
- G
- H
- I
- J
- K
- L
- M
- N
- O
- P
- Q
- R
- S
- T
- U
- V
- W
- X
- Y
- Z

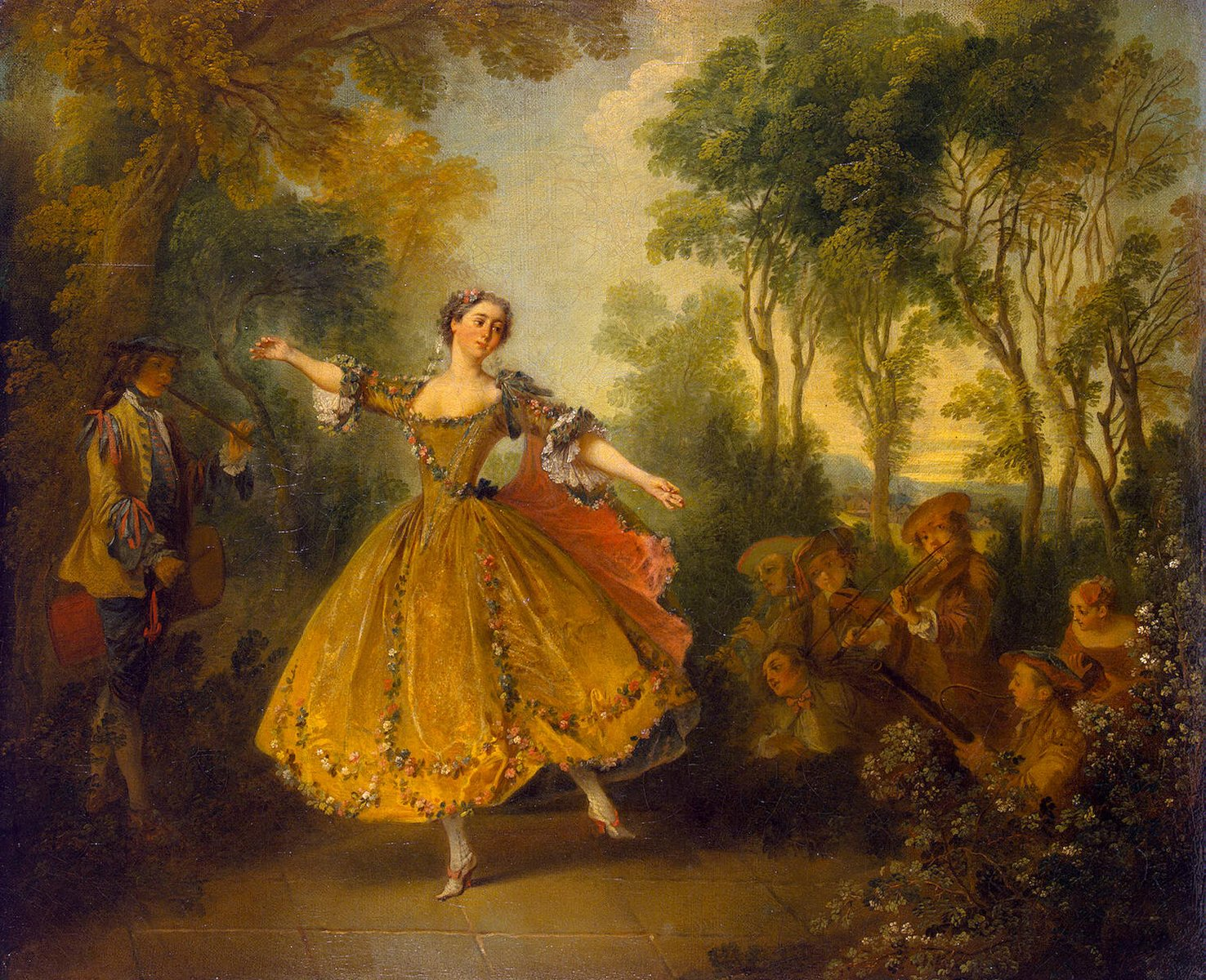
Marie-Anne de Camargo.

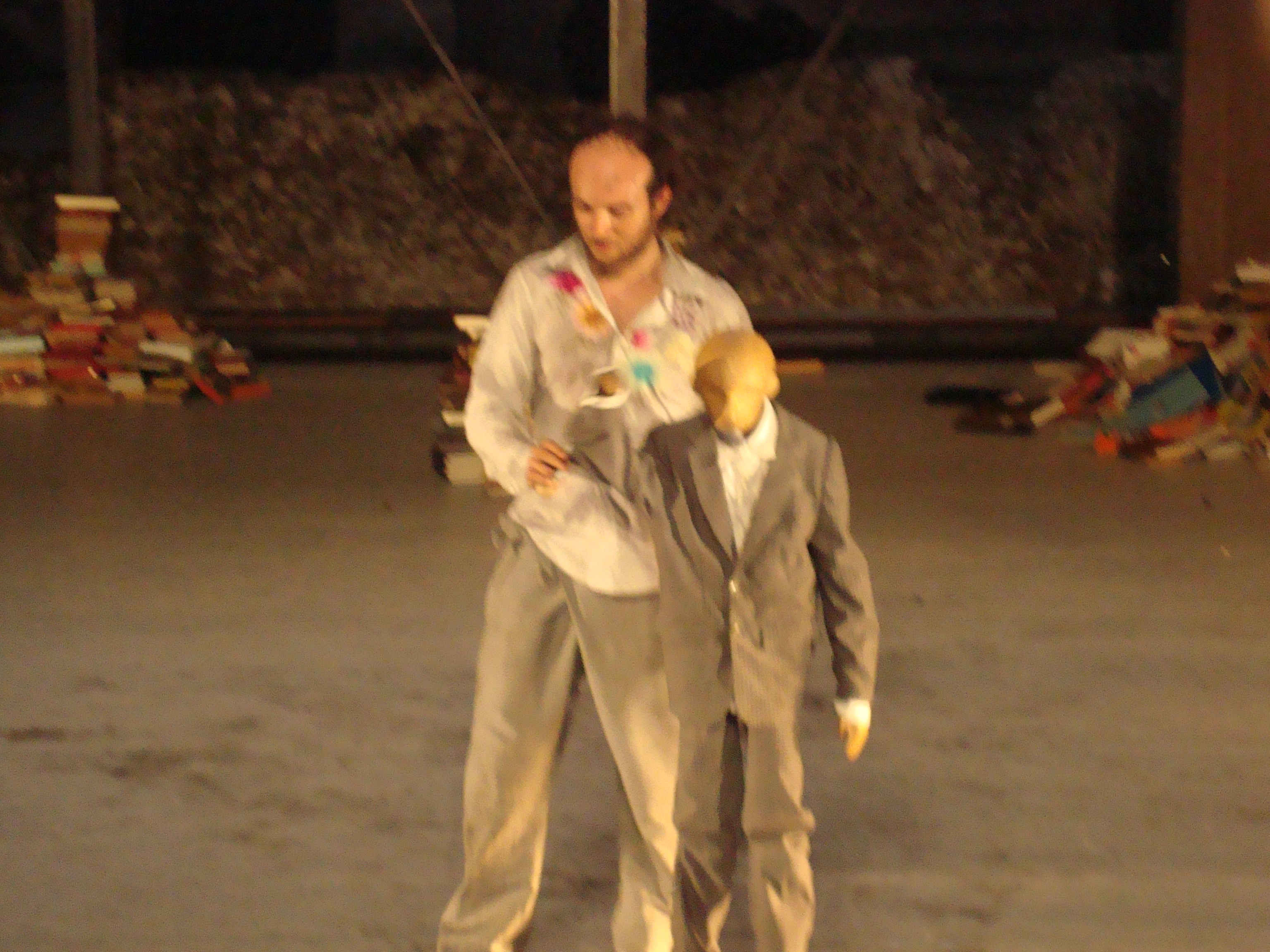
Sidi Larbi Cherkaoui en 2009.

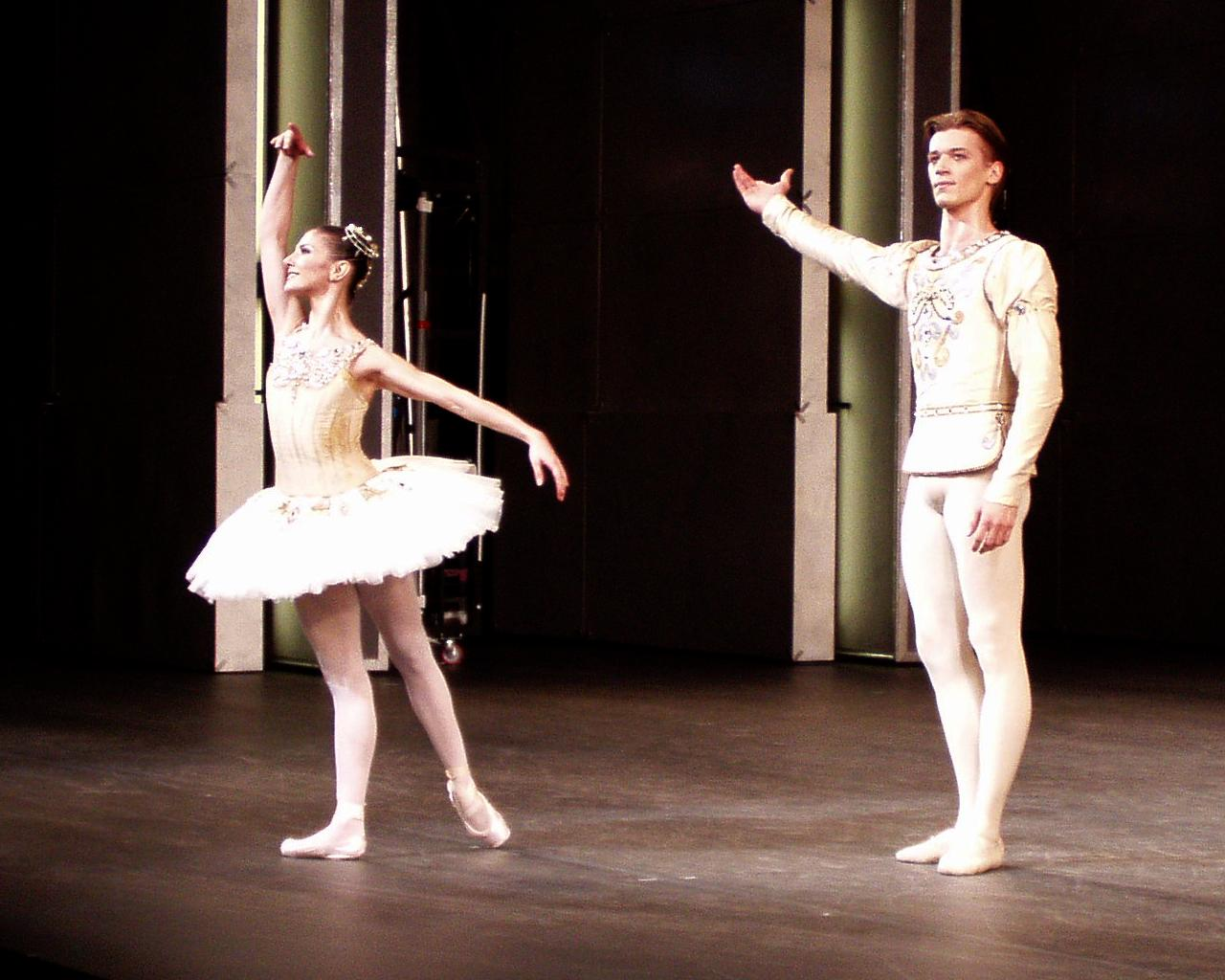
Alina Cojocaru et Rupert Pennefather en 2007.

- Marie-Anne de Camargo (danseuse du XVIIIe siècle)
- Antonio Canales (danseur de flamenco espagnol)
- Alessio Carbone (danseur italien)
- Carolyn Carlson (danseuse et chorégraphe américaine)
- Leslie Caron (danseuse et actrice française)
- Fabritio Caroso (danseur et théoricien italien du XVIe siècle)
- Yvonne Cartier (danseuse, mime, professeur d'origine néo-zélandaise)
- Germinal Casado (danseur et chorégraphe espagnol)
- Jean Cébron (danseur et chorégraphe français)
- Enrico Cecchetti (danseur et pédagogue italien)
- Fanny Cerrito (danseuse italienne du XIXe siècle)
- Jacqueline Challet-Haas (danseuse et pionnière de la kinétographie en France)
- Dimitri Chamblas (danseur et chorégraphe français)
- Cyd Charisse (danseuse américaine de comédie musicale)
- Boris Charmatz (danseur et chorégraphe français)
- Janine Charrat (danseuse et pédagogue française)
- Yvette Chauviré (danseuse française)
- Sidi Larbi Cherkaoui (danseur et chorégraphe belge)
- Lucinda Childs (danseuse et chorégraphe américaine)
- Ekaterina Chipoulina (danseuse russe)
- Harold Christensen (danseur, chorégraphe et maître de ballet américain)
- Lew Christensen (danseur, chorégraphe et maître de ballet américain)
- Willam Christensen (danseur, chorégraphe et maître de ballet américain)
- Isabelle Ciaravola (danseuse française, étoile de l'Opéra de Paris)
- Régine Chopinot (danseuse et chorégraphe française)
- Marie Chouinard (danseuse et chorégraphe canadienne)
- Jeanine Claes (danseuse, chorégraphe et professeur de danse)
- Alina Cojocaru (danseuse roumaine)
- Michel Conte (chorégraphe et danseur québécois)
- Pierre Conté (danseur et théoricien du mouvement français)
- Jean Coralli (danseur et chorégraphe franco-italien du XIXe siècle)
- Jean-François Coulon (danseur et chorégraphe français du XIXe siècle)
- Emilie Cozette (danseuse française, étoile de l'Opéra de Paris)
- Ivo Cramer (danseur et chorégraphe suédois)
- John Cranko (danseur et chorégraphe britannique)
- Marquis de Cuevas (directeur de ballet américain)
- Birgit Cullberg (danseuse et chorégraphe suédoise)
- Merce Cunningham (danseur, chorégraphe et pédagogue de la danse contemporaine)

## D
- Haut – A
- B
- C
- D
- E
- F
- G
- H
- I
- J
- K
- L
- M
- N
- O
- P
- Q
- R
- S
- T
- U
- V
- W
- X
- Y
- Z

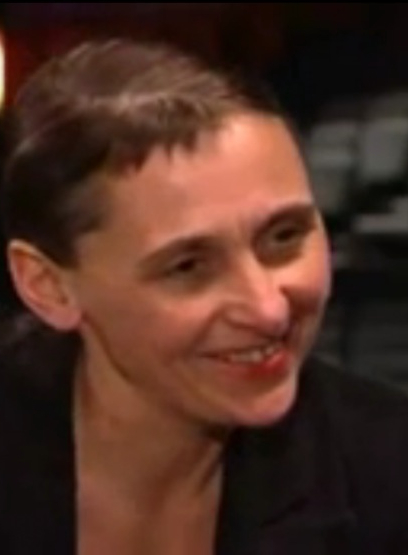
Anne Teresa De Keersmaeker.

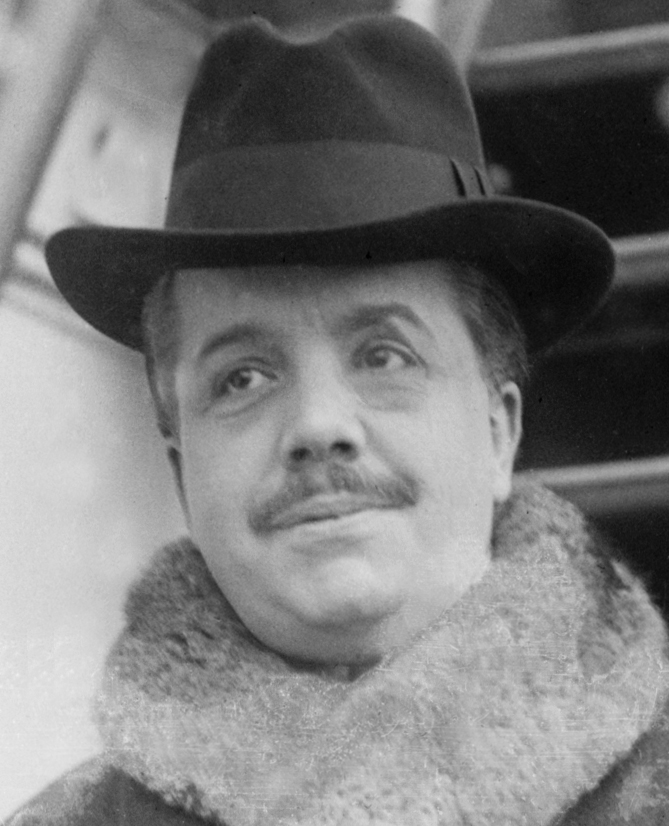
Serge de Diaghilev.

- Lycette Darsonval (danseuse française)
- Jean Dauberval (danseur et chorégraphe français du XVIIIe siècle)
- Sammy Davis Jr. (danseur, chanteur, comédien, imitateur, musicien)
- Laura Dean (danseuse, chorégraphe et compositrice américaine)
- Philippe Decouflé (danseur et chorégraphe français)
- Andy Degroat (danseur et chorégraphe américain)
- Anne Teresa De Keersmaeker (danseuse et chorégraphe belge)
- Raphaëlle Delaunay (danseuse et chorégraphe française)
- François Delsarte (théoricien du mouvement et pédagogue français du XIXe siècle)
- Michèle Anne De Mey (danseuse et chorégraphe belge)
- Michaël Denard (danseur français)
- Didier Deschamps (danseur et chorégraphe français)
- Claudia De Smet (danseuse belge)
- Evelyne Desutter (danseuse française)
- Prabhu Deva (danseur et chorégraphe indien)
- Serge de Diaghilev (directeur des Ballets russes)
- Hervé Diasnas (danseur français)
- Charles-Louis Didelot (danseur et chorégraphe français)
- Daniel Dobbels (chorégraphe, écrivain et critique d'art français)
- Jorge Donn (danseur argentin)
- Nacho Duato (danseur et chorégraphe espagnol)
- Odile Duboc (danseuse et chorégraphe française)
- Isadora Duncan (danseuse américaine)
- Katherine Dunham (danseuse et chorégraphe afro-américaine)
- Patrick Dupond (danseur étoile français)
- Aurélie Dupont (danseuse française, étoile de l'opéra de Paris)
- Louis Duport (danseur et chorégraphe français du XIXe siècle)
- Françoise et Dominique Dupuy (danseurs, chorégraphes et pédagogues français)
- François Duval dit Malter (danseur français du XVIIIe siècle)

## E
- Haut – A
- B
- C
- D
- E
- F
- G
- H
- I
- J
- K
- L
- M
- N
- O
- P
- Q
- R
- S
- T
- U
- V
- W
- X
- Y
- Z

- Mats Ek (danseur et chorégraphe suédois)
- Niklas Ek (danseur et chorégraphe suédois)
- Fanny Elssler (danseuse autrichienne du XIXe siècle)
- Renée Elzière (danseuse française du XXe siècle, étoile de l'Opéra d'Avignon)
- Makhmud Esambayev (danseur soviétique d'origine tchétchène)
- Noa Eshkol (danseuse et chorégraphe israélienne)
- Lisi Estaràs (danseuse et chorégraphe argentine)

## F
- Haut – A
- B
- C
- D
- E
- F
- G
- H
- I
- J
- K
- L
- M
- N
- O
- P
- Q
- R
- S
- T
- U
- V
- W
- X
- Y
- Z

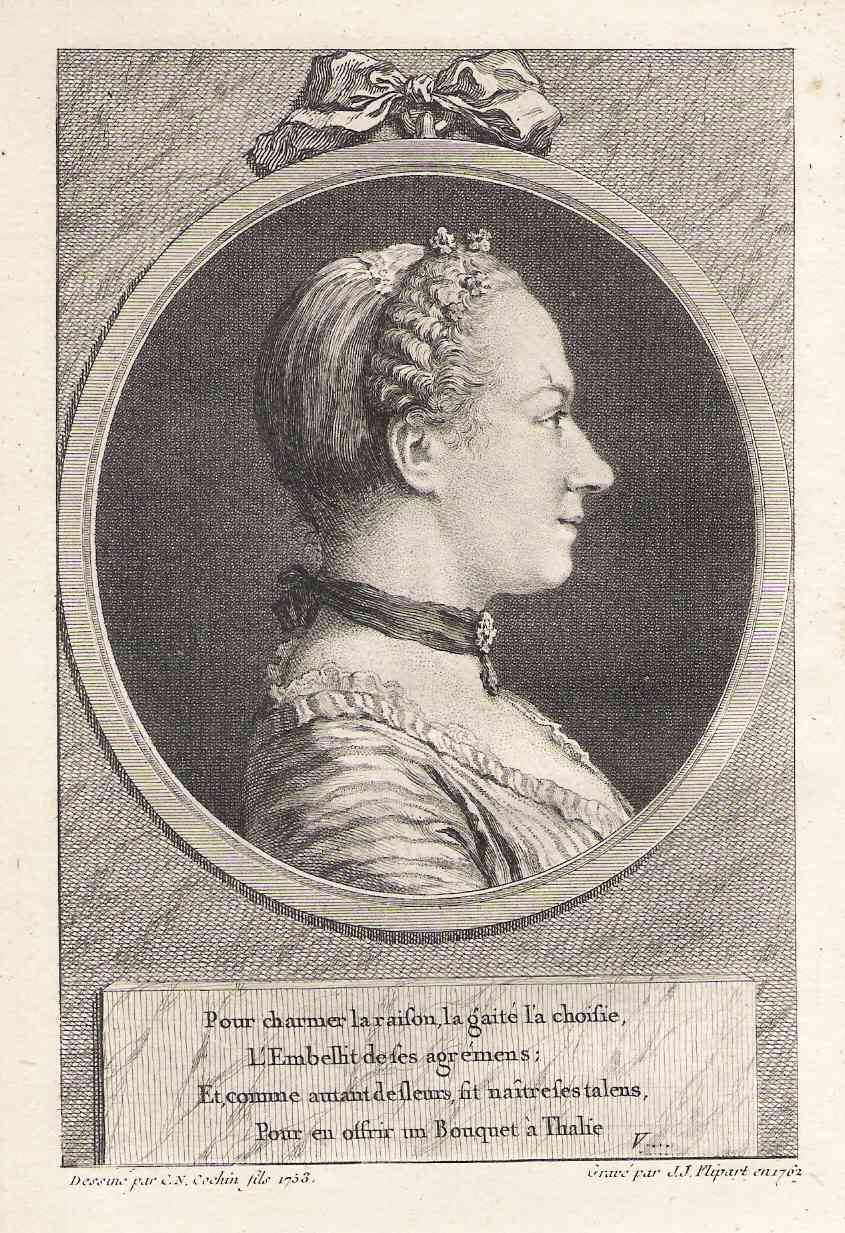
Justine Favart.

- Jan Fabre (plasticien et chorégraphe belge)
- Louis Falco (danseur et chorégraphe américain)
- Viola Farber (danseuse, chorégraphe et pédagogue américaine)
- Héla Fattoumi (danseuse et chorégraphe française)
- Justine Favart (danseuse, chanteuse et actrice française du XVIIIe siècle)
- Eliot Feld (danseur et chorégraphe américain)
- Alessandra Ferri (danseuse italienne)
- Raoul Feuillet (chorégraphe français, inventeur d'une notation chorégraphique)
- Frédéric Flamand (chorégraphe belge)
- Michel Fokine (danseur et chorégraphe russe)
- Margot Fonteyn (danseuse britannique)
- William Forsythe (danseur et chorégraphe américain)
- Simone Forti (danseuse et chorégraphe américaine)
- Bob Fosse (danseur et chorégraphe américain)
- Carla Fracci (danseuse italienne)
- Celia Franca (danseuse, chorégraphe et directrice artistique canadienne d'origine britannique)
- Raymond Franchetti (danseur, professeur et maître de ballet de l'Opéra de Paris)
- Mia Frye (danseuse et chorégraphe américaine)
- Loïe Fuller (danseuse américaine)

## G
- Haut – A
- B
- C
- D
- E
- F
- G
- H
- I
- J
- K
- L
- M
- N
- O
- P
- Q
- R
- S
- T
- U
- V
- W
- X
- Y
- Z

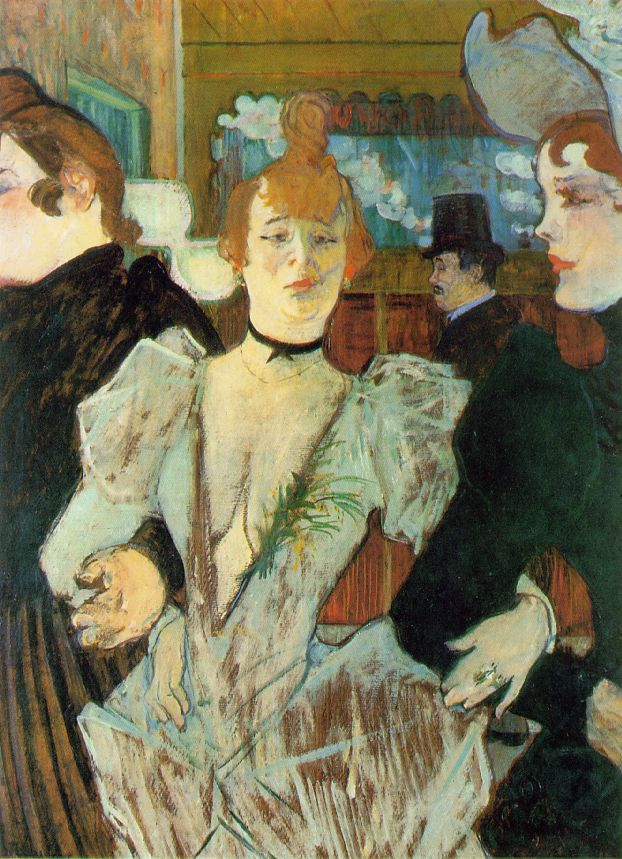
La Goulue.

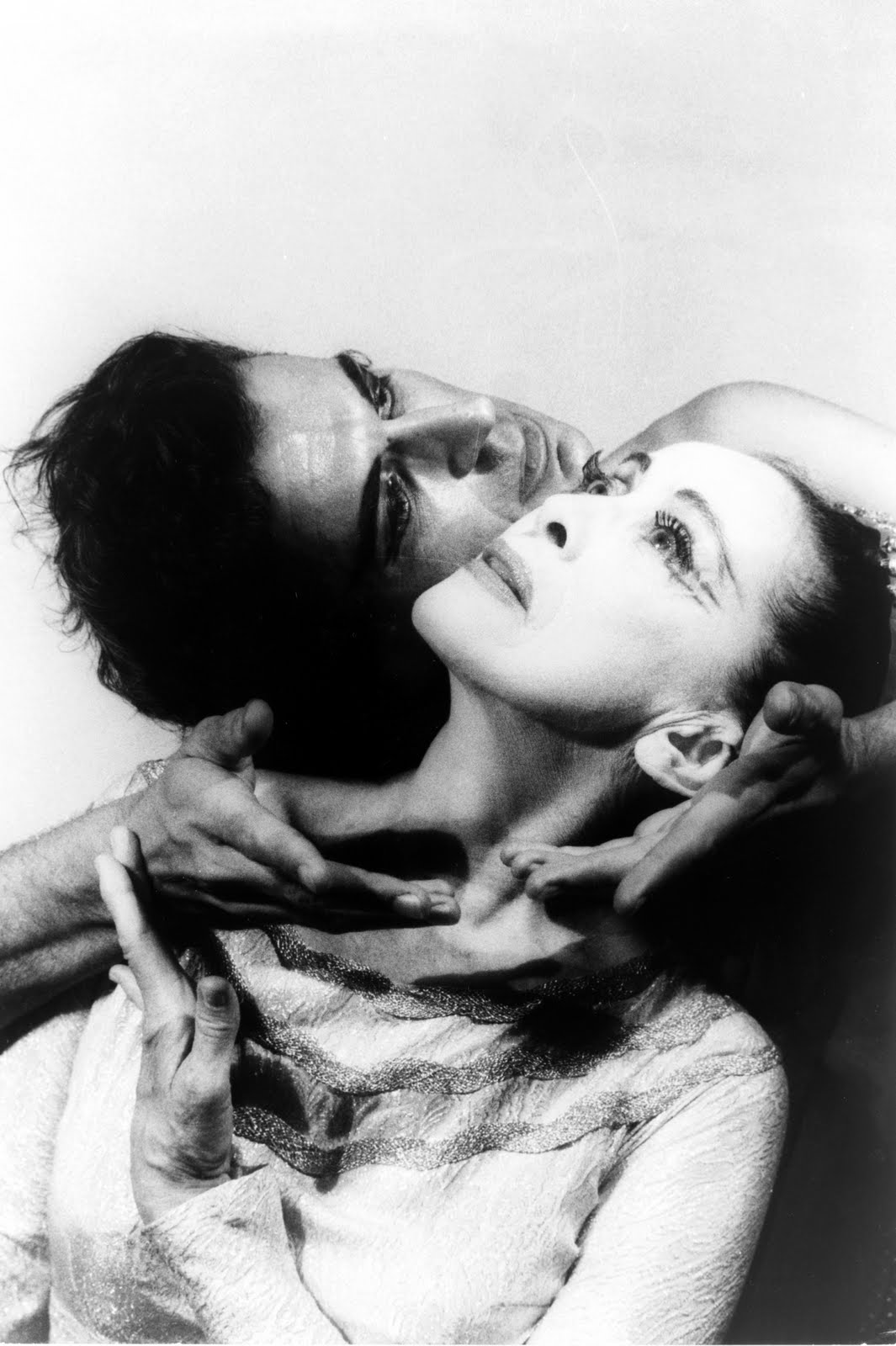
Martha Graham en 1961 avec Bertram Ross.

- Antonio Gades (danseur et chorégraphe espagnol)
- Louis Gallodier (chorégraphe franco-suédois du XVIIIe siècle)
- Jean-Claude Gallotta (danseur et chorégraphe français)
- Israel Galván (danseur et chorégraphe de flamenco contemporain)
- José Galván (danseur et professeur de flamenco traditionnel)
- Mathieu Ganio (danseur français, étoile de l'Opéra de Paris)
- Maximilien Gardel (danseur et chorégraphe français du XVIIIe siècle)
- Pierre Gardel (danseur et chorégraphe français du XVIIIe siècle)
- Charles Garnier (architecte de l'Opéra de Paris)
- Jacques Garnier (danseur et chorégraphe français)
- Emanuel Gat (danseur et chorégraphe israélien)
- Valeska Gert (danseuse allemande)
- Dorothée Gilbert (danseuse française, étoile de l'Opéra de Paris)
- Marie-Agnès Gillot (danseuse française, étoile de l'Opéra de Paris)
- Serge Golovine (danseur et professeur de ballet français)
- Peter Goss (chorégraphe sud-africain)
- Geneviève Gosselin (danseuse française du XIXe siècle)
- La Goulue (danseuse de cancan, modèle du peintre Toulouse-Lautrec)
- Martha Graham (danseuse, chorégraphe et pédagogue américaine)
- Lucile Grahn (danseuse danoise du XIXe siècle)
- Emio Greco (danseur et chorégraphe italien)
- Youri Grigorovitch (danseur et chorégraphe russe)
- Eve Grinsztajn (danseuse française)
- Carlotta Grisi (danseuse italienne du XIXe siècle)
- Ana Clara Guerra Marques (danseuse et chorégraphe angolaise)
- Jean-Michel Guilcher (danseur et chercheur français)
- Sylvie Guillem (danseuse française)
- Marie-Madeleine Guimard (danseuse française du XVIIIe siècle)
- Jean Guizerix (danseur étoile français)

## H
- Haut – A
- B
- C
- D
- E
- F
- G
- H
- I
- J
- K
- L
- M
- N
- O
- P
- Q
- R
- S
- T
- U
- V
- W
- X
- Y
- Z

- Joseph Hansen (danseur et chorégraphe belge)
- Thomas Hauert (danseur et chorégraphe suisse)
- Fabienne Haustant (danseuse et chorégraphe malvoyante française)
- Marcia Haydée (danseuse et chorégraphe brésilienne)
- Mathias Heymann (danseur français, étoile de l'Opéra de Paris)
- Rosella Hightower (danseuse et pédagogue franco-américaine)
- Tatsumi Hijikata (danseur et chorégraphe japonais, fondateur du buto)
- Gregory Hines (acteur et danseur de claquettes)
- Saskia Hölbling (danseuse et chorégraphe autrichienne)
- Louis Horst (compositeur, chorégraphe, et pédagogue américain)
- Lester Horton (danseur, chorégraphe et pédagogue américain)
- Doris Humphrey (danseuse, chorégraphe et pédagogue américaine)

## I
- Haut – A
- B
- C
- D
- E
- F
- G
- H
- I
- J
- K
- L
- M
- N
- O
- P
- Q
- R
- S
- T
- U
- V
- W
- X
- Y
- Z

- Carlotta Ikeda (danseuse et chorégraphe japonaise)
- Fumiyo Ikeda (danseuse et chorégraphe japonaise)
- Johan Inger (danseur et chorégraphe suédois)

## J
- Haut – A
- B
- C
- D
- E
- F
- G
- H
- I
- J
- K
- L
- M
- N
- O
- P
- Q
- R
- S
- T
- U
- V
- W
- X
- Y
- Z

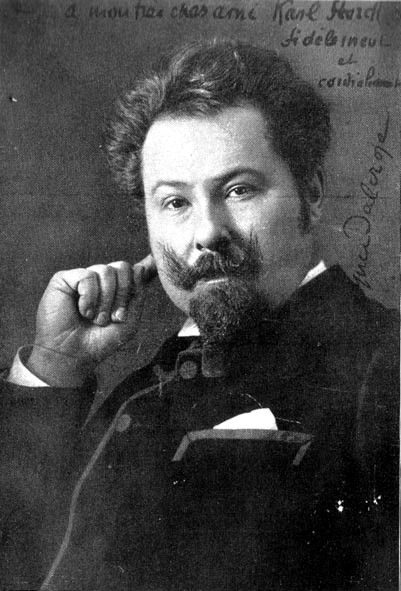
Émile Jaques-Dalcroze.

- Michael Jackson (chanteur et danseur américain, danse funk)
- Émile Jaques-Dalcroze (pédagogue suisse)
- Damien Jalet (danseur, chorégraphe, et metteur en scène français)
- Philippe Jamet (danseur et chorégraphe français)
- Jade Janisset (danseuse et chorégraphe française)
- Zizi Jeanmaire (danseuse française)
- Jin Xing (danseuse et chorégraphe chinoise)
- Gilles Jobin (danseur et chorégraphe suisse)
- Robert Joffrey (danseur et chorégraphe américain)
- Bill T. Jones (danseur et chorégraphe américain)
- Kurt Jooss (danseur et chorégraphe allemand)
- Henri Justamant (danseur et chorégraphe français)

## K
- Haut – A
- B
- C
- D
- E
- F
- G
- H
- I
- J
- K
- L
- M
- N
- O
- P
- Q
- R
- S
- T
- U
- V
- W
- X
- Y
- Z

- Tamara Karsavina (danseuse russe)
- Michel Kelemenis (danseur et chorégraphe français)
- Gene Kelly (danseur et chorégraphe américain, comédie musicale)
- Dominique Khalfouni (danseuse étoile française)
- Boris Kniaseff (danseur et chorégraphe russe)
- Albrecht Knust (danseur allemand, disciple de Rudolf Laban)
- Ekaterina Krysanova (danseuse russe)
- Ninel Kurgapkina (danseuse russe)
- Jiri Kylian (danseur et chorégraphe tchèque)

## L
- Haut – A
- B
- C
- D
- E
- F
- G
- H
- I
- J
- K
- L
- M
- N
- O
- P
- Q
- R
- S
- T
- U
- V
- W
- X
- Y
- Z

- Rudolf Laban (danseur, chorégraphe et théoricien austro-hongrois, inventeur d'un système de notation du mouvement)
- Abou Lagraa (danseur et chorégraphe français)
- Benjamin Lamarche (danseur et chorégraphe français)
- Éric Lamoureux (danseur et chorégraphe français)
- Francine Lancelot (danseuse, chorégraphe et chercheuse française)
- Jean-Barthélemy Lany (danseur et chorégraphe français du XVIIIe siècle)
- Daniel Larrieu (danseur et chorégraphe français)
- Francesca Lattuada (danseuse et chorégraphe italienne)
- Antoine Bandieri de Laval (danseur et chorégraphe français du XVIIIe siècle)
- Élisabeth Leduc (danseuse française du XVIIIe siècle)
- Brigitte Lefèvre (danseuse et chorégraphe française)
- Nicolas Legat (danseur et professeur russe)
- Manuel Legris (danseur étoile français)
- Nicolas Le Riche (danseur français, étoile de l'Opéra de Paris)
- Xavier Le Roy (danseur et chorégraphe français)
- Marie Lesueur (danseuse du XIXe siècle)
- Agnès Letestu (danseuse française, étoile de l'Opéra de Paris)
- Blanca Li (danseuse et chorégraphe espagnole)
- Libanios (écrivain de la Rome antique)
- Māris Liepa (danseuse et chorégraphe lettone)
- Serge Lifar (danseur, chorégraphe et théoricien franco-russe)
- José Limón (danseur, chorégraphe et pédagogue américain d'origine mexicaine)
- Daniel Linehan (danseur et chorégraphe américain)
- Susanne Linke (danseuse, chorégraphe et pédagogue allemande)
- Emma Livry (danseuse française du XIXe siècle)
- Édouard Lock (chorégraphe québécois)
- Daniel Lommel (danseur, chorégraphe, et pédagogue français)
- Ouliana Lopatkina (danseuse ukrainienne)
- Annabelle Lopez Ochoa (danseuse et chorégraphe belge et colombienne)
- Monique Loudières (danseuse étoile française)
- Murray Louis (danseur, chorégraphe et pédagogue américain)
- Germain Louvet (danseur étoile français)
- Lova Moor (danseuse érotique et meneuse de revues au Crazy Horse Saloon)
- Lar Lubovitch (danseur et chorégraphe américain)
- Svetlana Lunkina (danseuse russe)
- Lucien de Samosate (écrivain de la Rome antique)

## M
- Haut – A
- B
- C
- D
- E
- F
- G
- H
- I
- J
- K
- L
- M
- N
- O
- P
- Q
- R
- S
- T
- U
- V
- W
- X
- Y
- Z

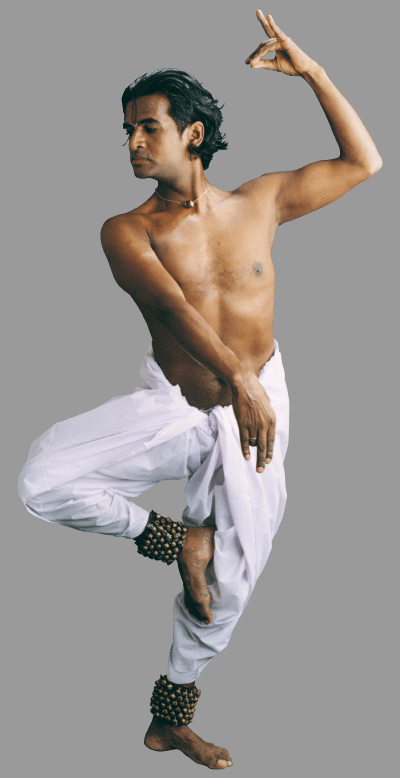
Raghunath Manet en 2006.

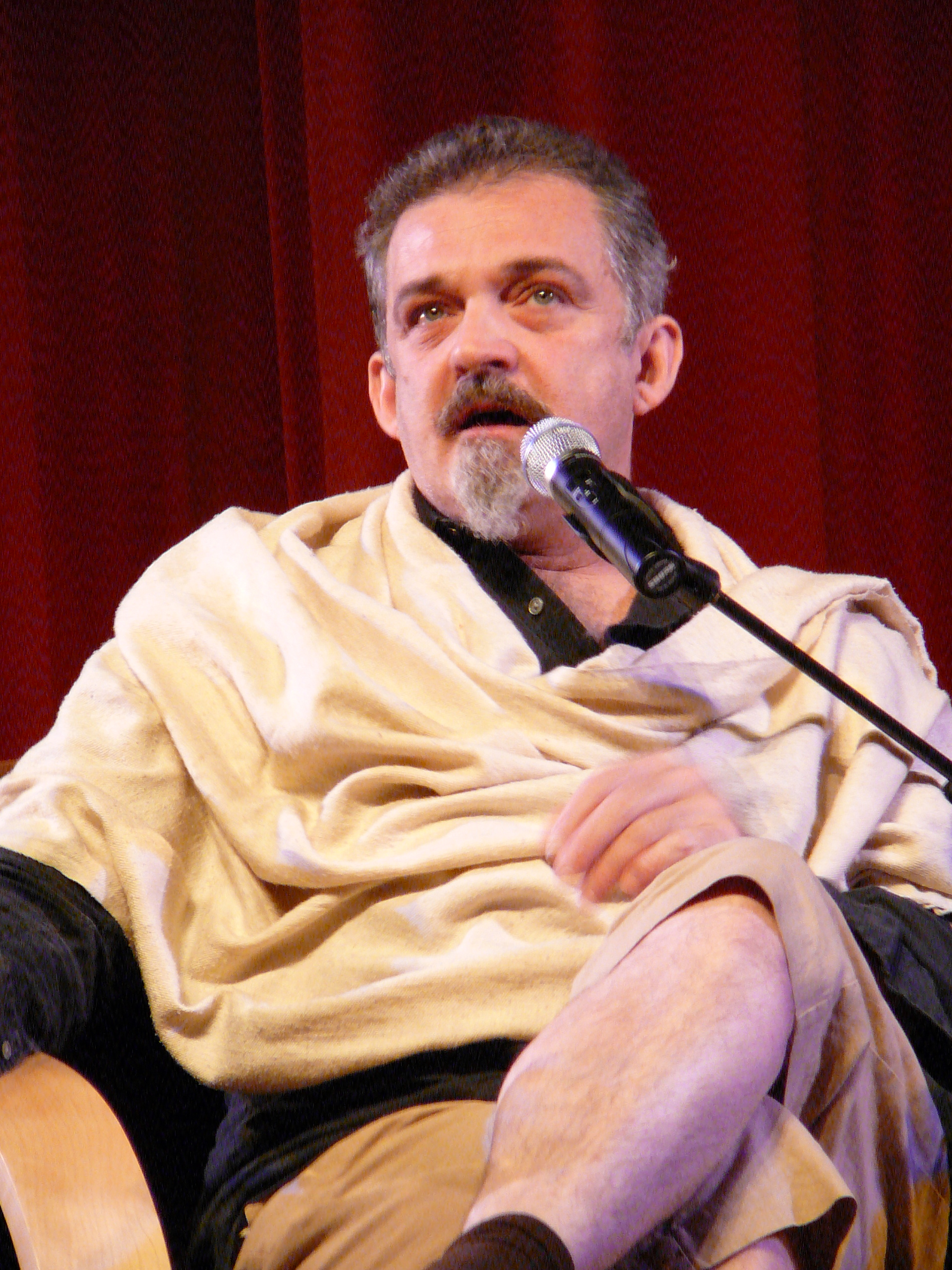
Mark Morris en 2006.

- Madonna (chanteuse et danseuse américaine)
- Jean-Christophe Maillot (danseur et chorégraphe français)
- Natalia Makarova (danseuse et chorégraphe russe)
- Youlia Makhalina (danseuse russe du Théâtre Mariinsky)
- Thierry Malandain (danseur et chorégraphe français)
- Emma Maleras (danseuse et chorégraphe espagnole, théoricienne de l'art des castagnettes)
- François Malkovsky (danseur, chorégraphe et pédagogue franco-tchèque)
- Malter (famille de danseurs du XVIIIe siècle)
- Raghunath Manet (chorégraphe, danseur, musicien contemporain indien)
- Susan Manning (historienne de la danse)
- Vera Mantero (danseuse et chorégraphe portugaise)
- Hugo Marchand (danseur étoile français)
- Rolf de Maré (directeur des Ballets suédois)
- Maguy Marin (danseuse et chorégraphe française)
- Iván Markó (danseur et chorégraphe hongrois)
- Alicia Markova (danseuse britannique)
- Nasser Martin-Gousset (danseur et chorégraphe français)
- José Carlos Martinez (danseur étoile et chorégraphe)
- Béatrice Massin (danseuse et chorégraphe française)
- Léonide Massine (danseur et chorégraphe américain d'origine russe)
- Mata Hari (danseuse et espionne)
- Rosita Mauri (chorégraphe, danseuse et professeure de danse)
- Ekaterina Maximova (danseuse russe du XXe siècle)
- Joseph Mazilier (danseur et chorégraphe français du XIXe siècle)
- Charles-François Mazurier (danseur français du XIXe siècle)
- Wayne McGregor (danseur et chorégraphe britannique)
- Claude-François Ménestrier (théoricien français du XVIIe siècle)
- Louis-Alexandre Mérante (danseur et chorégraphe français du XIXe siècle)
- Cléo de Mérode (danseuse française des XIXe et XXe siècles)
- Mourad Merzouki (danseur et chorégraphe français)
- Benjamin Millepied (danseur et chorégraphe français du XXe siècle)
- Louis Milon (danseur et chorégraphe français du XIXe siècle)
- Igor Moïsseïev (danseur et chorégraphe russe)
- Meredith Monk (danseuse et chanteuse américaine)
- Mathilde Monnier (danseuse et chorégraphe française)
- Hippolyte Monplaisir (danseur et chorégraphe français du XIXe siècle)
- José Montalvo (danseur et chorégraphe français)
- Lola Montez (danseuse irlandaise, maîtresse de Louis Ier de Bavière)
- Hervé Moreau (danseur française, étoile de l'Opéra de Paris)
- Heather Morris (chanteuse, actrice et danseuse américaine)
- Margaret Morris (danseuse, chorégraphe et pédagogue britannique)
- Mark Morris (danseur et chorégraphe américain)
- Nicole Mossoux (danseuse et chorégraphe belge)
- Delphine Moussin (danseuse étoile française)

## N
- Haut – A
- B
- C
- D
- E
- F
- G
- H
- I
- J
- K
- L
- M
- N
- O
- P
- Q
- R
- S
- T
- U
- V
- W
- X
- Y
- Z

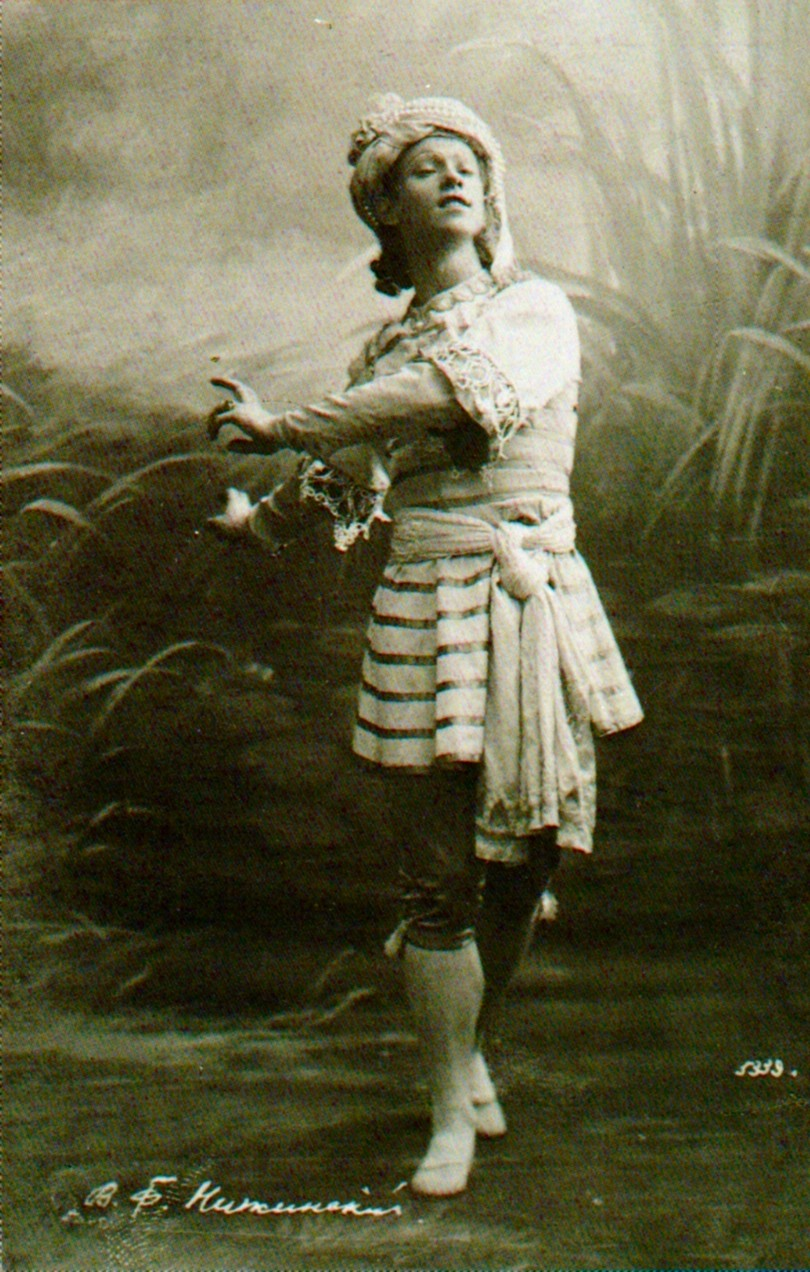
Vaslav Nijinski en 1909.

- Josef Nadj (danseur et chorégraphe franco-yougoslave)
- Ohad Naharin (danseur et chorégraphe israélien)
- Cesare Negri (danseur et théoricien italien du XVIe siècle)
- John Neumeier (danseur et chorégraphe américain)
- Lloyd Newson (danseur et chorégraphe australien)
- Bronislava Nijinska (danseuse et chorégraphe russe)
- Vaslav Nijinski (danseur et chorégraphe russe)
- Alwin Nikolais (chorégraphe et pédagogue américain)
- Julie Nioche (danseuse et chorégraphe française)
- Lise Noblet (danseuse française du XIXe siècle)
- Michèle Noiret (danseuse et chorégraphe belge)
- Rudolf Noureev (danseur et chorégraphe russe, naturalisé autrichien)
- Nina Novak (danseuse, chorégraphe, professeure de  danse polonaise du XXeme siècle)
- Jean-Georges Noverre (danseur, chorégraphe et théoricien français du XVIIIe siècle)
- Olesia Novikova (danseuse russe)

## O
- Haut – A
- B
- C
- D
- E
- F
- G
- H
- I
- J
- K
- L
- M
- N
- O
- P
- Q
- R
- S
- T
- U
- V
- W
- X
- Y
- Z

- Evguenia Obraztsova (danseuse russe)
- Kamel Ouali (chorégraphe français)
- Kazuo Ohno (danseur et chorégraphe japonais)
- Kenny Ortega (chorégraphe américain)
- Clairemarie Osta (danseuse étoile française)
- Galina Oulanova (danseuse russe)
- Myriam Ould-Braham (danseuse française, étoile de l'Opéra de Paris)
- Rachid Ouramdane (danseur et chorégraphe français)

- Haut – A
- B
- C
- D
- E
- F
- G
- H
- I
- J
- K
- L
- M
- N
- O
- P
- Q
- R
- S
- T
- U
- V
- W
- X
- Y
- Z

## P

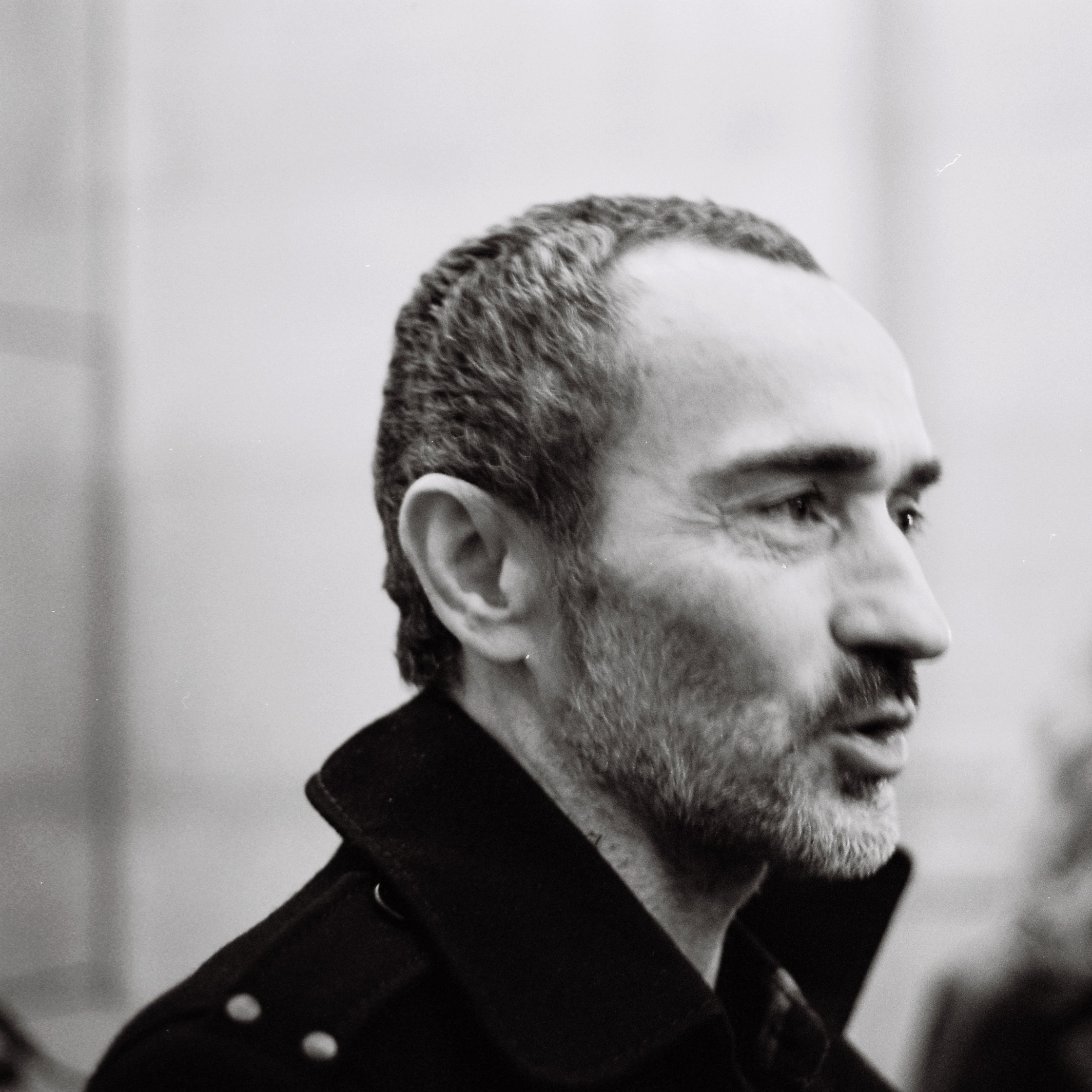
Angelin Preljocaj en 2009.

- Ethery Pagava (danseuse et chorégraphe française d'origine géorgienne)
- Ruth Page (danseuse et chorégraphe américaine)
- Ludmila Pagliero (danseuse argentine, étoile de l'Opéra de Paris)
- Maria Palmer (actrice et danseuse américaine d'origine autrichienne)
- Pauleta Pàmies (danseuse de ballet catalane liée au Grand théâtre du Liceu)
- Karl Paquette (danseur français)
- Anna Pavlova (danseuse et chorégraphe russe)
- Steve Paxton (danseur et chorégraphe américain)
- Benjamin Pech (danseur français, étoile de l'Opéra de Paris)
- Louis Pécour (danseur et chorégraphe français du XVIIe siècle)
- Serge Peretti (danseur étoile français)
- Jean-Pierre Perreault (danseur et chorégraphe canadien)
- Jules Perrot (danseur et chorégraphe français du XIXe siècle)
- Jean-Antoine Petipa (danseur et chorégraphe français du XIXe siècle)
- Lucien Petipa (danseur français du XIXe siècle)
- Marius Petipa (danseur, chorégraphe et pédagogue franco-russe du XIXe siècle)
- Roland Petit (danseur et chorégraphe français)
- Luc Petton (danseur et chorégraphe français)
- Marie-Claude Pietragalla (choregraphe et danseuse étoile française)
- Wilfride Piollet (danseuse étoile française et pédagogue)
- Alain Platel (chorégraphe belge)
- Maya Plisetskaya (danseuse russe)
- Oscar Poigny (danseur et chorégraphe français du XIXe siècle
- Sergueï Polounine (danseur étoile ukrainien)
- Noëlla Pontois (danseuse et pédagogue française)
- Eleanor Powell (danseuse, comédienne)
- Angelin Preljocaj (danseur et chorégraphe franco-albanais)
- Françoise Prévôt (danseuse française du XVIIIe siècle)
- Laetitia Pujol (danseuse française, étoile de l'Opéra de Paris)

## R
- Haut – A
- B
- C
- D
- E
- F
- G
- H
- I
- J
- K
- L
- M
- N
- O
- P
- Q
- R
- S
- T
- U
- V
- W
- X
- Y
- Z

- François Raffinot (danseur et chorégraphe français)
- Yvonne Rainer (danseuse, chorégraphe et théoricienne américaine)
- Marie Rambert (danseuse et pédagogue britannique d'origine polonaise)
- Paulo Ribeiro (danseur, chorégraphe et maître de ballet portugais)
- La Ribot (danseuse et chorégraphe espagnole)
- Gustave Ricaux (danseur et professeur de ballet français)
- Christian Rizzo (danseur et chorégraphe français)
- Hervé Robbe (danseur et chorégraphe français)
- Jerome Robbins (danseur et chorégraphe américain)
- Jacqueline Robinson (danseuse, chorégraphe, pédagogue et historienne anglaise)
- Ginger Rogers (danseuse américaine, comédie musicale)
- Pedro Romeiras (danseur et professeur de ballet portugais)
- Ida Rubinstein (danseuse, comédienne et mécène russe)
- Joseph Russillo (danseur, chorégraphe et pédagogue américain)

## S
- Haut – A
- B
- C
- D
- E
- F
- G
- H
- I
- J
- K
- L
- M
- N
- O
- P
- Q
- R
- S
- T
- U
- V
- W
- X
- Y
- Z

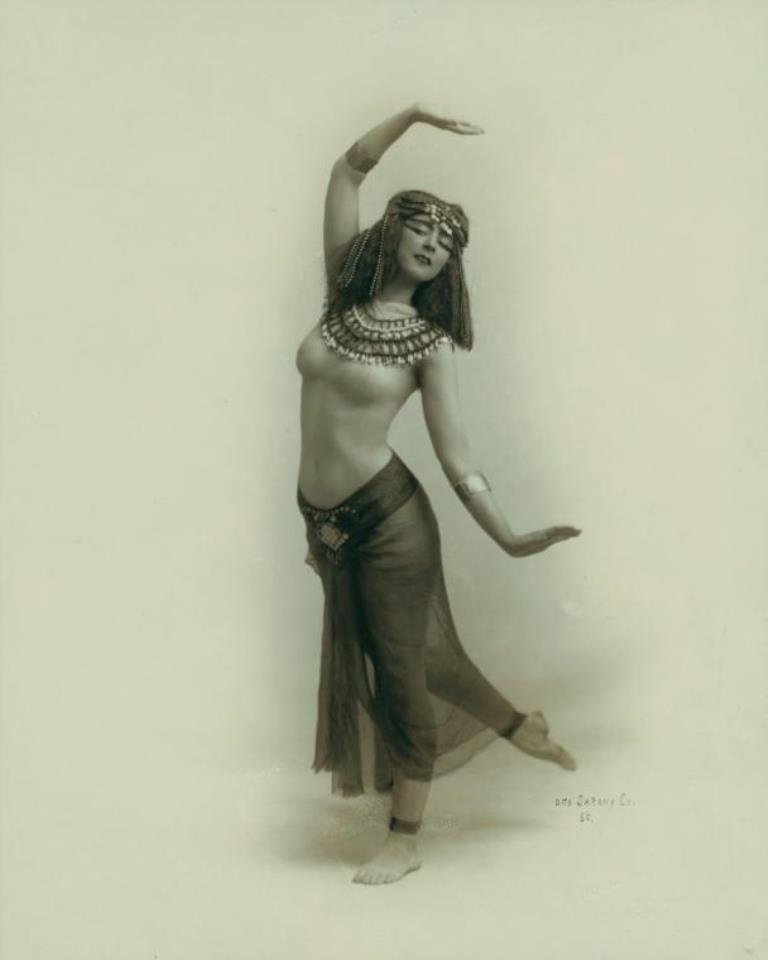
Ruth Saint Denis en 1910.

- Ruth Saint Denis (danseuse, chorégraphe et pédagogue américaine)
- Arthur Saint-Léon (danseur et chorégraphe français du XIXe siècle)
- Philippe Saire (danseur et chorégraphe suisse)
- Alexandre Sakharoff (danseur, chorégraphe et théoricien ukrainien)
- Marie Sallé (danseuse française du XVIIIe siècle)
- Carlotta Sagna (danseuse et chorégraphe italienne)
- Caterina Sagna (danseuse et chorégraphe italienne)
- Salia Sanou (danseur et chorégraphe burkinabé)
- Karine Saporta (danseuse et chorégraphe française)
- Johanne Saunier (danseuse et chorégraphe belge)
- Peter Schaufuss (danseur et chorégraphe danois)
- Oskar Schlemmer (peintre et chorégraphe allemand)
- Uwe Scholz (danseur, chorégraphe et directeur de ballet allemand)
- Bessie Schönberg (danseuse et pédagogue américaine)
- Suki Schorer (danseuse, pédagogue et écrivain américaine)
- Polina Semionova (danseuse russe)
- Gilbert Serres (danseur, pédagogue et écrivain franco-belge)
- Ted Shawn (danseur, chorégraphe et pédagogue américain)
- Hofesh Shechter (danseur et chorégraphe israélien)
- George Skibine (danseur et chorégraphe américain d'origine russe)
- Thierry Smits (chorégraphe belge)
- Anna Sokolow (danseuse et chorégraphe américaine)
- Ea Sola (danseuse et chorégraphe franco-vietnamienne)
- Janine Solane (danseuse et chorégraphe française)
- Alina Somova (danseuse russe)
- Olga Spessivtseva (danseuse russe)
- Léo Staats (danseur et chorégraphe français)
- Garry Stewart (danseur et chorégraphe australien)
- Marie-Thérèse de Subligny (danseuse française des XVIIe et XVIIIe siècles)

## T
- Haut – A
- B
- C
- D
- E
- F
- G
- H
- I
- J
- K
- L
- M
- N
- O
- P
- Q
- R
- S
- T
- U
- V
- W
- X
- Y
- Z

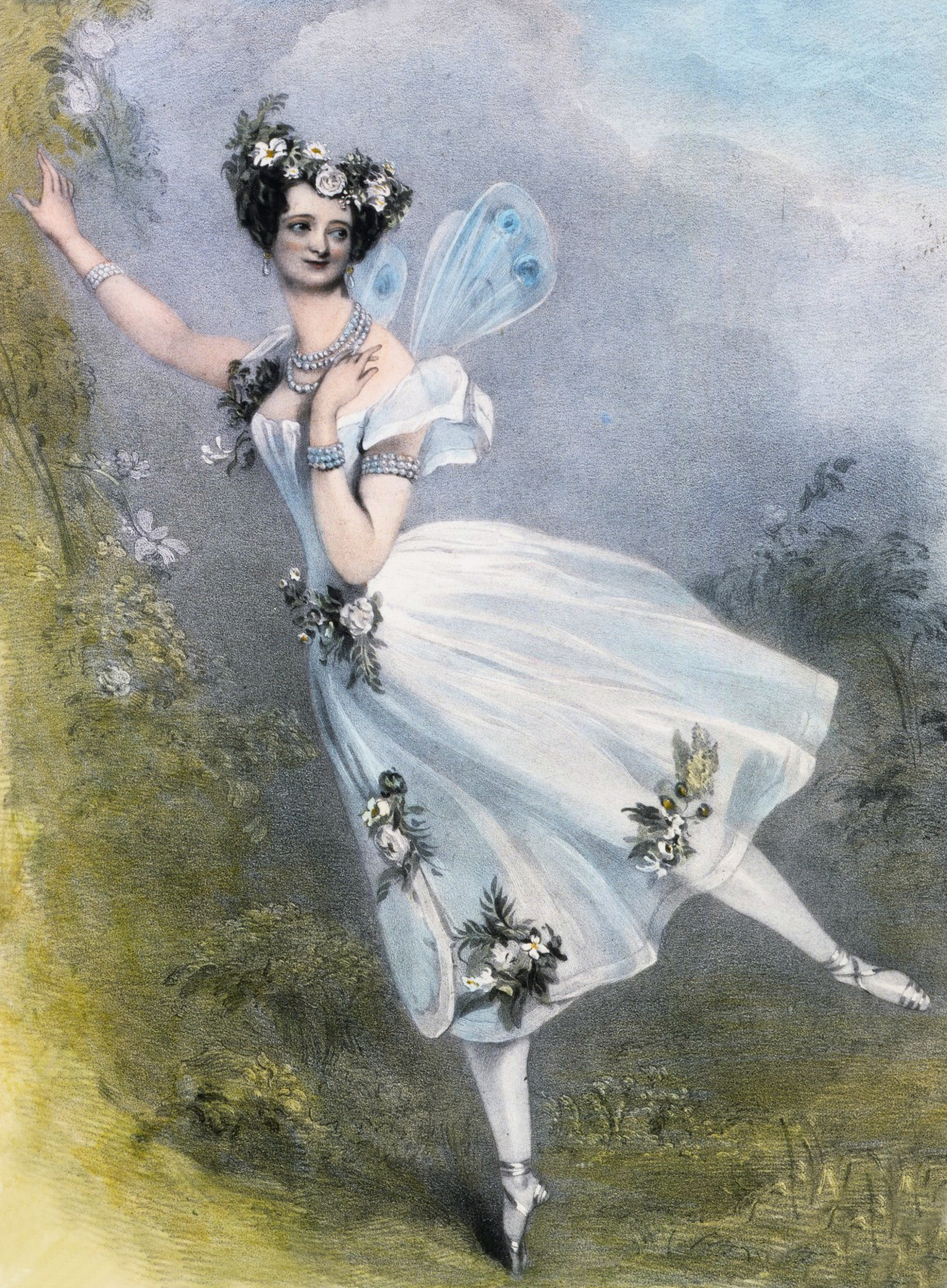
Marie Taglioni vers 1831.

- Filippo Taglioni (danseur et chorégraphe italien du XIXe siècle)
- Marie Taglioni (danseuse italienne du XIXe siècle)
- Tomiko Takai (danseur et chorégraphe japonais)
- Min Tanaka (danseur et chorégraphe japonais)
- Irène Tassembédo (danseuse et chorégraphe burkinabé)
- Paul Taylor (danseur et chorégraphe américain)
- Ludmila Tcherina (danseuse française)
- Shirley Temple (danseuse et chanteuse américaine, comédie musicale)
- Saburo Teshigawara (danseur et chorégraphe japonais)
- Christine Teyssier (danseuse et chorégraphe française)
- Twyla Tharp (danseuse et chorégraphe américaine)
- Ghislaine Thesmar (danseuse et pédagogue française)
- Emmanuel Thibault (premier danseur de l'Opéra national de Paris)
- Alphonse Tiérou (danseur et chorégraphe ivoirien)
- Justin Timberlake (danseur et chanteur américain, dance funk et hip-hop)
- Helgi Tomasson (danseur, chorégraphe et directeur de compagnie islandais)
- Mark Tompkins (danseur et chorégraphe américain)
- Carmen Tórtola Valencia (danseuse et chorégraphe espagnole)
- Wayn Traub (chorégraphe et plasticien belge)
- Nikolaï Tsiskaridzé (danseur russe)
- Antony Tudor (danseur et chorégraphe britannique)
- Roger Tully (danseur, professeur)
- Les Twins (danseurs français)

## U
- Haut – A
- B
- C
- D
- E
- F
- G
- H
- I
- J
- K
- L
- M
- N
- O
- P
- Q
- R
- S
- T
- U
- V
- W
- X
- Y
- Z

- Victor Ullate (danseur et chorégraphe espagnol)
- Lisa Ullmann (danseuse et pédagogue allemande)

## V
- Haut – A
- B
- C
- D
- E
- F
- G
- H
- I
- J
- K
- L
- M
- N
- O
- P
- Q
- R
- S
- T
- U
- V
- W
- X
- Y
- Z

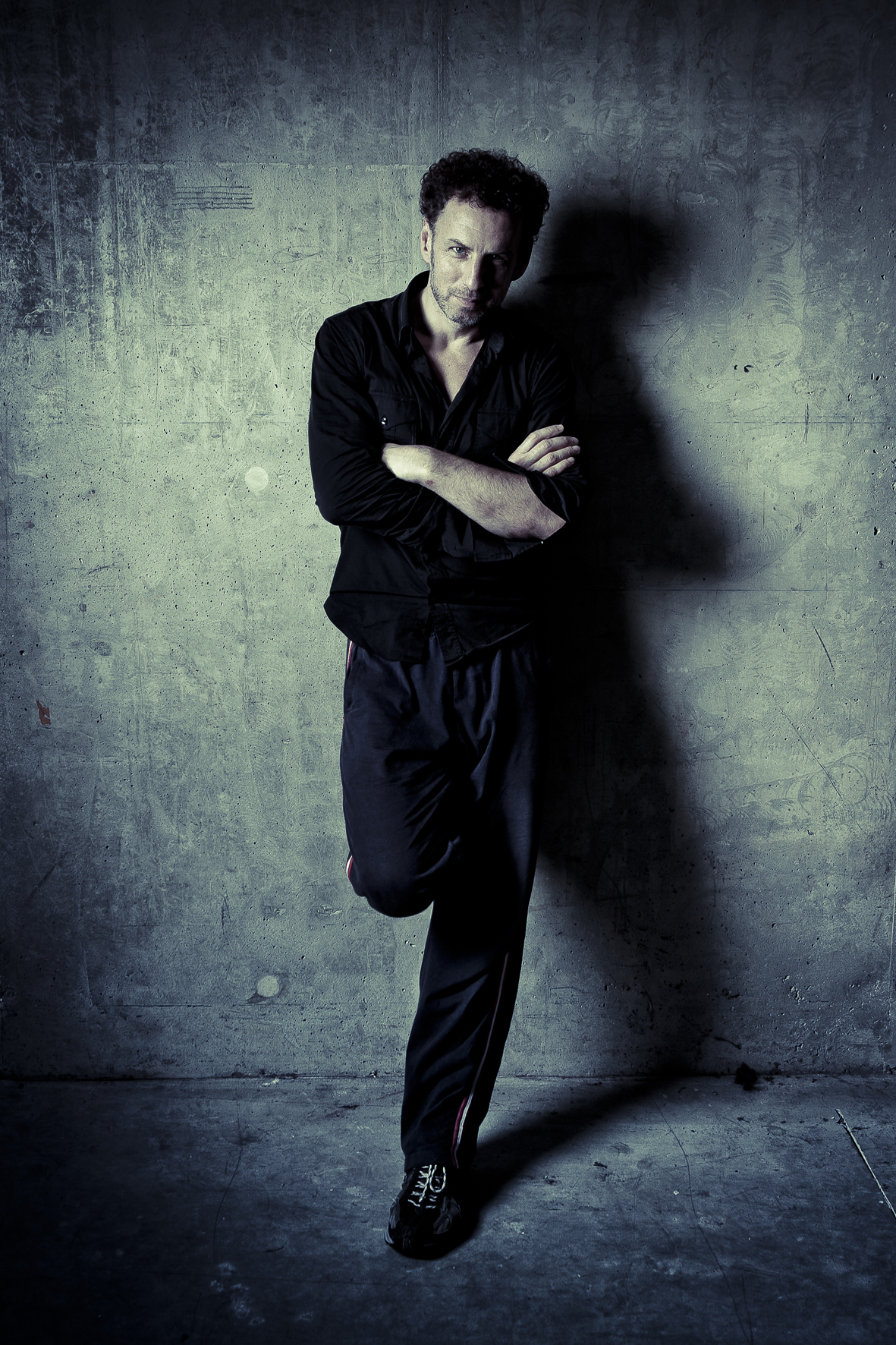
Wim Vandekeybus.

- Agrippina Vaganova (danseuse, chorégraphe et pédagogue russe)
- Ivan Vassiliev (danseur russe)
- Ninette de Valois (danseuse et chorégraphe anglo-irlandaise)
- Rudi van Dantzig (danseur et chorégraphe néerlandais)
- Wim Vandekeybus (danseur et chorégraphe belge)
- Hans Van Manen (danseur et chorégraphe néerlandais)
- Doug Varone (danseur et chorégraphe américain)
- Violette Verdy (danseuse et pédagogue française)
- Toméo Vergès (danseur et chorégraphe espagnol)
- Marie-Christine Vernay (critique de danse française)
- François Verret (danseur et chorégraphe français)
- Auguste Vestris (danseur français du XVIIIe siècle)
- Gaëtan Vestris (danseur et chorégraphe franco-italien du XVIIIe siècle)
- Salvatore Viganò (danseur et chorégraphe italien du XIXe siècle)
- Diana Vichneva (danseuse russe)
- Éric Vu-An (danseur français)

## W
- Haut – A
- B
- C
- D
- E
- F
- G
- H
- I
- J
- K
- L
- M
- N
- O
- P
- Q
- R
- S
- T
- U
- V
- W
- X
- Y
- Z

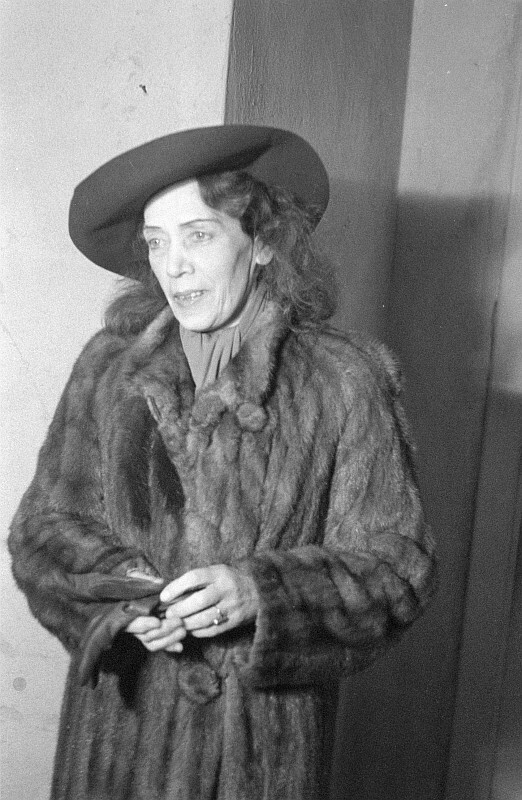
Mary Wigman en 1946.

- Karin Waehner (danseuse, chorégraphe et pédagogue allemande)
- Clara Webster (danseuse britannique du XIXe siècle)
- Charles Weidman (danseur, chorégraphe et pédagogue américain)
- Christopher Wheeldon (danseur et chorégraphe britannique)
- Mary Wigman (danseuse, chorégraphe et pédagogue allemande)
- Elsa Wolliaston (danseuse, chorégraphe et pédagogue américaine)

## Y
- Haut – A
- B
- C
- D
- E
- F
- G
- H
- I
- J
- K
- L
- M
- N
- O
- P
- Q
- R
- S
- T
- U
- V
- W
- X
- Y
- Z

- Hideyuki Yano (danseur et chorégraphe japonais)
- Nellie Yu Roung Ling (danseuse et chorégraphe chinoise)

## Z
- Haut – A
- B
- C
- D
- E
- F
- G
- H
- I
- J
- K
- L
- M
- N
- O
- P
- Q
- R
- S
- T
- U
- V
- W
- X
- Y
- Z

- Svetlana Zakharova (danseuse russe)
- Carlotta Zambelli (danseuse et pédagogue italienne)
- Friedrich Albert Zorn (chorégraphe et théoricien allemand)
- Simeone Zuccolo (écrivain italien du XVIe siècle auteur de « La Folie de la danse » (La Pazzia del ballo) )
- Muriel Zusperreguy (danseuse française)
- Nicolas Zverev (danseur et chorégraphe franco-russe)